# Kecskeméti kapu

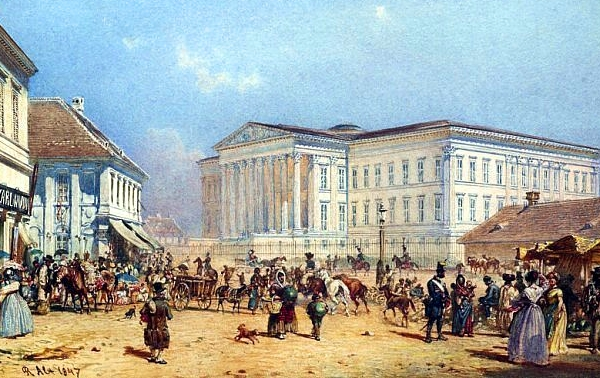
A Magyar Nemzeti Múzeum a reformkorban, balra a Kecskeméti kapuval

A Kecskeméti kapu Pest városának délkeleti városkapuja volt, a mai Kecskeméti utca déli végén állt, a mai Belváros területén az akkori Széna, a jelenlegi Kálvin térre nyílt, a pesti városfal részeként.

## Története
Mátyás király uralkodása 1443 és 1479 között épült fel a városfalakkal párhuzamosan futó védrendszer, amely már a külvárosok egy részét is a falak közé vonta. A kapuk a fő kivezető utaknál nyíltak. Az új városfalat 1493-ban említik először, de a kapukat csak a 16. században. A Vác, Hatvan, Kecskemét és Belgrád felé vezető utak kapui (Váci kapu, Hatvani kapu, Kecskeméti kapu, Belgrádi kapu) négyzetes alaprajzúak és többszintesek voltak. Közöttük, ahol a fal vonala megtört, félkörös tornyok, ún. rondellák helyezkedtek el, és a falakhoz vizesárok, földvédművek is csatlakoztak. Kiépülése nyomán tűnt el a korábbi fal és annak egyéb elemei. A Kecskeméti kapunál, illetve a Váci kapunál lévő korábbi tornyokat is ekkor bontották le. A Kecskeméti kaput 1794-1796 között bontották le, Egykori helyén 1928-ban emléktáblát helyeztek el a Kecskeméti utca 19. sz. ház falán.